# Wijnand Zeeuw
Wijnand Zeeuw (Capelle aan den IJssel, 29 mei 1892 – Deventer, 3 maart 1957) was een Nederlands politicus van de ARP.
Hij werd geboren als zoon van Jan Zeeuw (ca. 1854) en Jannigje Verduijn. Na de hbs had hij een technische/exacte opleiding maar omdat hij tot 1918 gemobiliseerd werd, kon hij die toen niet afmaken. Daarna was hij volontair bij de gemeentesecretarie van Hattem en Ridderkerk. Zeeuw werd in 1928 benoemd werd tot burgemeester van Genemuiden en vanaf 1934 was hij de burgemeester van de gemeenten Noordeloos, Hoogblokland en Hoornaar. In 1937 volgde zijn benoeming tot burgemeester van Rijssen. In de perioden 28 juli tot 8 augustus 1942 en van 24 mei tot en met 24 juni 1944 is Zeeuw op ziekteverlof geweest.
Op 6 oktober 1944 moest hij van de Duitsers aftreden als burgemeester. Vanaf dat moment nam P.J. Drewes, lid van de NSB, de burgemeestersfunctie waar. Een half jaar na de bevrijding keerde Zeeuw terug in zijn oude functie. Hij werd begin 1957 opgenomen in het St. Geertruidenziekenhuis in Deventer en kort daarop overleed hij daar op 64-jarige leeftijd. In Rijssen is een straat naar hem vernoemd: De Wijnand Zeeuwstraat.